# 細口
細口（ほそぐち）は、愛知県名古屋市緑区の町名。現行行政地名は細口一丁目から細口三丁目。住居表示未実施。

## 地理
名古屋市緑区の北東部に位置し、東は乗鞍、西は篭山、南と南東は平手北、北東は鳴丘、北西は小坂に接する。

### 池沼
- 平手池

## 歴史

### 沿革
- 1993年（平成5年）8月7日 - 緑区鳴海町の一部より、同区細口一～三丁目が成立[1]。

## 世帯数と人口
2019年（平成31年）3月1日現在の世帯数と人口は以下の通りである。
| 丁目       | 世帯数  | 人口    |
| ---------- | ------- | ------- |
| 細口一丁目 | 311世帯 | 778人   |
| 細口二丁目 | 147世帯 | 323人   |
| 細口三丁目 | 170世帯 | 459人   |
| 計         | 628世帯 | 1,560人 |

### 人口の変遷
国勢調査による人口の推移
| 1995年（平成7年）  | 42人    | [ 7 ]  |  |
| 2000年（平成12年） | 1,546人 | [ 8 ]  |  |
| 2005年（平成17年） | 1,625人 | [ 9 ]  |  |
| 2010年（平成22年） | 1,507人 | [ 10 ] |  |
| 2015年（平成27年） | 1,507人 | [ 11 ] |  |

## 学区
市立小・中学校に通う場合、学校等は以下の通りとなる。また、公立高等学校に通う場合の学区は以下の通りとなる。なお、小学校は学校選択制度を導入しておらず、番毎で各学校に指定されている。
| 丁目       | 小学校                                        | 中学校               | 高等学校 |
| ---------- | --------------------------------------------- | -------------------- | -------- |
| 細口一丁目 | 名古屋市立鳴海東部小学校                      | 名古屋市立扇台中学校 | 尾張学区 |
| 細口二丁目 | 名古屋市立鳴海東部小学校                      | 名古屋市立扇台中学校 | 尾張学区 |
| 細口三丁目 | 名古屋市立鳴海東部小学校 名古屋市立常安小学校 | 名古屋市立扇台中学校 | 尾張学区 |

## 施設
- 第一なるみ病院
- 旬楽膳滝ノ水店
- 西松屋名古屋滝ノ水店
- V・drug 緑鳴丘薬局
- 細口公園
- 細口南公園

## その他

### 日本郵便
- 郵便番号 : 458-0006[4]（集配局：緑郵便局[14]）。